# Gulyanaq Mammadova
Pour les articles homonymes, voir Mammadova.
 (décembre 2023).
La mise en forme du texte ne suit pas les recommandations de Wikipédia : il faut le « wikifier ».
Les points d'amélioration suivants sont les cas les plus fréquents :
- Les titres sont pré-formatés par le logiciel. Ils ne sont ni en capitales, ni en gras.
- Le texte ne doit pas être écrit en capitales (les noms de famille non plus), ni en gras, ni en italique, ni en « petit »…
- Le gras n'est utilisé que pour surligner le titre de l'article dans l'introduction, une seule fois.
- L'italique est rarement utilisé : mots en langue étrangère, titres d'œuvres, noms de bateaux, etc.
- Les citations ne sont pas en italique mais en corps de texte normal. Elles sont entourées par des guillemets français : « et ».
- Les listes à puces sont à éviter, des paragraphes rédigés étant largement préférés. Les tableaux sont à réserver à la présentation de données structurées (résultats, etc.).
- Les appels de note de bas de page (petits chiffres en exposant, introduits par l'outil «  Source ») sont à placer entre la fin de phrase et le point final[comme ça].
- Les liens internes (vers d'autres articles de Wikipédia) sont à choisir avec parcimonie. Créez des liens vers des articles approfondissant le sujet. Les termes génériques sans rapport avec le sujet sont à éviter, ainsi que les répétitions de liens vers un même terme.
- Les liens externes sont à placer uniquement dans une section « Liens externes », à la fin de l'article. Ces liens sont à choisir avec parcimonie suivant les règles définies. Si un lien sert de source à l'article, son insertion dans le texte est à faire par les notes de bas de page.
- La présentation des références doit suivre les conventions bibliographiques. Il est recommandé d'utiliser les modèles {{Ouvrage}}, {{Chapitre}}, {{Article}}, {{Lien web}} et/ou {{Bibliographie}}. Le mode d'édition visuel peut mettre en forme automatiquement les références.
- Insérer une infobox (cadre d'informations à droite) n'est pas obligatoire pour parachever la mise en page.

Pour une aide détaillée, merci de consulter Aide:Wikification.
Si vous pensez que ces points ont été résolus, vous pouvez retirer ce bandeau et améliorer la mise en forme d'un autre article.
 (décembre 2023).
Gulyanaq Mammadova (azéri : Məmmədova Gülyanaq Zakir qızı; née le 10 juin 1973) est une chanteuse azerbaïdjanaise, soliste au Théâtre de la chanson d'État d'Azerbaïdjan Rachid Behboudov. Elle a obtenu le titre d'artiste du peuple d'Azerbaïdjan en 2014, puis est devenue artiste du peuple de la République d'Ouzbékistan en 2022.

## Biographie
Gulyanaq Mammadova est née le 10 juin 1973 dans le village de Böyük Dəhnə, district de Shaki, en République socialiste soviétique d'Azerbaïdjan,.
De 1980 à 1990, elle fréquente l'école n° 1 de Böyük Dəhnə. Entre 1992 et 1996, elle étudie la musique au collège de musique affilié au Conservatoire national d'Azerbaïdjan, puis, de 1996 à 2000, elle poursuit ses études à la faculté d'art dramatique de l'Université d'État de la culture et des arts d'Azerbaïdjan, où elle se spécialise dans le théâtre musical et le cinéma. En 2002, elle obtient une maîtrise à l'université,.
De 1990 à 1992, elle travaille à la Maison de la culture du district de Shaki. En 1993, elle commence sa carrière de chanteuse au Théâtre de la chanson d'État d'Azerbaïdjan de Rashid Behbudov. De 1995 à 1997, elle participe au festival "Malme" à Malmö, en Suède. Elle a donné des concerts en solo à Stockholm et à Göteborg, s'est produite à l'Expo 2000 de Hanovre, en Allemagne, et au festival "Bosphorus" 2000 en Turquie, à Istanbul et à Ankara.
Entre 2001 et 2002, elle a participé au programme de concerts pour la promotion du groupe d'oléoducs "Bakou-Tbilissi-Ceyhan". En 2002, elle a représenté l'Azerbaïdjan à Strasbourg, en France, à l'occasion du premier anniversaire de l'adhésion de l'Azerbaïdjan au Conseil de l'Europe. Elle a effectué une tournée de concerts en Autriche, en Russie et en Ukraine de 2002 à 2003. Elle a représenté la culture nationale de l'Azerbaïdjan à Moscou lors des "Journées de la culture azerbaïdjanaise". Des événements similaires ont eu lieu en Ukraine, au Belarus et en Allemagne. En 2004, elle s'est produite à l'occasion de la fête de Norouz à Ekaterinbourg, en 2005 à Chisinau et à Vienne, et en 2006, elle a donné un concert à Nakhitchevan.

## Famille
Sœur - Gulyaz Zakir Mamedova, artiste du peuple de la République d'Azerbaïdjan.

## Récompenses et distinctions
- Artiste du peuple d'Azerbaïdjan - 2014[5],[6],[7],[8],[9]
- Artiste honoré d'Azerbaïdjan - 1998 (Honoured Artist of the Republic of Azerbaijan)[10]
- Artiste du peuple de la République d'Ouzbékistan - 30 août 2022 (People's Artist of the Republic of Uzbekistan)[11],[10],[12].
- Prix présidentiel - 2012.